# Gunmen
Gunmen és una pel·lícula estatunidenca  policíaca dirigida per Deran Sarafian, estrenada el 1994. Ha estat doblada al català.

## Argument
Peter Loomis (Patrick Stewart) ha amagat 400 milions de dòlars en un vaixell en algun lloc d'Amèrica del Sud. Loomis envia Armor O'Malley (Denis Leary) per trobar el vaixell però descobreix que Dani (Christopher Lambert) ha estrenada de la presó i que també va a la seva recerca. El detectiu Cole Parker (Mario Van Peebles) fa equip amb Dani per trobar el vaixell abans que els sequaços de Loomis. Loomis descobreix que O'Malley vol la fortuna per ell i decideix trair els seus homes.
Després d'un gran nombre de persecucions i traïcions, Parker i Dani troben finalment el vaixell el Gunmen i comparteixen els diners.

## Repartiment
- Mario Van Peebles - Cole Parker
- Christophe Lambert - Dani
- Denis Leary - Armor O'Malley
- Kadeem Hardison
- Patrick Stewart - Peter Loomis

## Crítica
- "Insulsa, amb moltes explosions i poca emoció"[3]